# 羅亞爾頓鎮區 (明尼蘇達州派恩縣)
羅亞爾頓鎮區（英語：Royalton Township）是位於美國明尼蘇達州派恩縣的一個行政鎮區。

## 地方資料
羅亞爾頓鎮區的面積為90.05平方千米，當中陸地面積為88.83平方千米，而水域面積為1.22平方千米。根據2020年美國人口普查的數據，當地共有人口1034人，而人口密度為每平方千米11.48人。